# Sean Steele
Sean Steele (* 26. August 1963) ist ein unabhängiger, irischer Journalist.
Steele war bereits jahrelang in Irland Aktivist für die Unabhängigkeit Osttimors, das seit 1975 von Indonesien besetzt war. Im August 1999 begleitete er im Vorfeld des Unabhängigkeitsreferendums in Osttimor studentische Aktivisten als von den Vereinten Nationen akkreditierter Reporter. Hierbei geriet er unter Beschuss durch indonesische Soldaten und Milizen, die eine Protestkundgebung in Viqueque auflösen wollten, konnte aber in eine UN-Mission in Sicherheit gebracht werden. Zwei Timoresen wurden erschossen. Steele wurde auch Zeuge weiterer Angriffe auf die osttimoresische Bevölkerung. Am 6. September wurde er, wie andere Journalisten, aus Dili nach Australien evakuiert.
2015 erhielt Steele den Ordem de Timor-Leste. Sein Weggefährte Oran Doyle nahm den Orden entgegen, da Steele zu diesem Zeitpunkt zu krank war.